# متنزه كاكادو الوطني
متنزه كاكادو الوطني هو متنزه وطني يقع في إقليم الشمالي،أستراليا،تبلغ مساحة المتنزه 19،805 كيلومتر مربع.